# Carlo Levi
El doctor Carlo Levi (Torí, Itàlia, 29 de novembre de 1902 - Roma, Itàlia, 4 de gener de 1975) va ser un pintor italojueu, escriptor, activista, antifeixista i metge.
És sobretot conegut pel seu llibre Cristo si è fermato a Eboli (Crist es va aturar a Eboli, traducció d'Edmon Vallès, Edicions 62, 1998, ISBN 84-297-4359-6), publicat el 1945, una memòria del seu temps a l'exili a Lucània, Itàlia, després de ser detingut en relació amb la seva política d'activisme. El 1979, el llibre es va convertir en la base d'una pel·lícula del mateix nom (Crist s'ha aturat a Èboli), dirigida per Francesco Rosi. Lucania (actualment, Basilicata) és una de les regions històricament més pobres i endarrerides del sud d'Itàlia. Una descripció lúcida, no ideològica i la simpatia de Levi per les dificultats quotidianes que experimentaven els pagesos de la zona van ajudar a impulsar el "Problema del Sud" en el discurs nacional després del final de la Segona Guerra Mundial.

## Publicacions
- Paura della pittura (1942)
- Cristo si è fermato a Eboli (Einaudi, 1945). [Crist es va aturar a Eboli, traduït al català per Edmon Vallès, Edicions 62, 1998, [[Especial:Fonts bibliogràfiques/84-297-4359-6|ISBN 84-297-4359-6]]].
- Paura della libertà (1946)
- L'orologio (Einaudi, 1950)
- Le parole sono pietre. Tre giornate in Sicilia, (Einaudi, 1955), Premio Viareggio. [Les paraules són pedres. Tres viatges a Sicília, traduït al català per Teresa Muñoz. L'Avenç, 2011. ISBN 978-84-88839-50-3].
- II futuro ha un cuore antico (Einaudi, 1956)
- La doppia notte dei tigli (Einaudi, 1959)
- Un volto che ci somiglia (Ritratto dell'Italia) (Einaudi, 1960)
- Tutto il miele è finito (Einaudi, 1964)
- Quaderno a cancelli (Einaudi, 1979; published posthumously)
- Coraggio dei miti (Scrìtti contemporanei 1922–1974) (De Donato, 1975; published posthumously)
- Carlo Levi inedito: con 40 disegni della cecità, Donato Sperduto (ed.), Edizioni Spes, Milazzo, 2002.